# Club Deportivo Espoli
El Club Deportivo Espoli és un club de futbol de la ciutat de Quito (Equador). El club pertany a la Escuela Superior de Policía (ESPOLI).
Juga a l'Olímpico Atahualpa

## Palmarès
- Segona Divisió de l'Equador: 
  - 1993, 2005 Apertura[2]